# Lee Harman
Lee Harman (Los Angeles, 31 agosto 1936 – Corona, 10 giugno 2021) è stato un cestista e truccatore statunitense.

## Carriera
Dopo quattro stagioni alla Oregon State University, venne selezionato al quarto giro del Draft NBA 1961 dai St. Louis Hawks (29ª scelta assoluta). Tuttavia non giocò mai nella NBA: la sua carriera proseguì nella American Basketball League con gli Hawaii Chiefs e i Long Beach Chiefs.
In seguito approdò nel mondo del cinema, diventando truccatore.